# Dornige Bibernelle
Die Dornige Bibernelle (Sarcopoterium spinosum (L.) Spach, Synonym: Poterium spinosum L.) ist die einzige Art aus der Pflanzengattung Sarcopoterium innerhalb der Familie der Rosengewächse (Rosaceae). Sie ist ein bestandsbildender Zwergstrauch der ostmediterranen Phrygana-Vegetation.

## Beschreibung

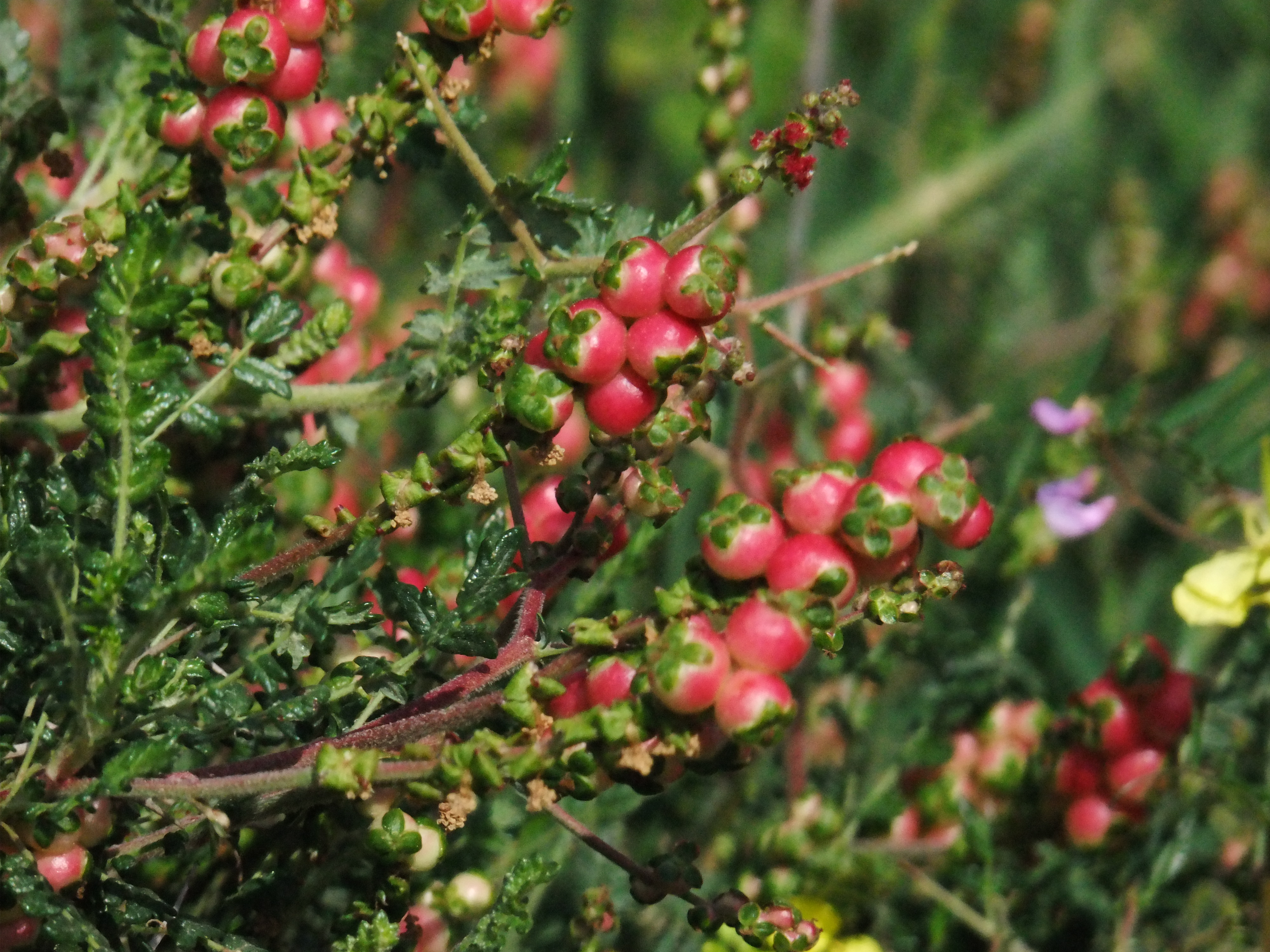
Zweige mit Früchten

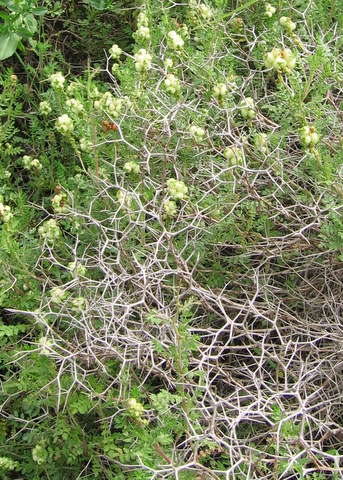
Habitus

### Vegetative Merkmale
Die Dornige Bibernelle wächst als reich verzweigter, kugeliger Zwergstrauch mit einer Wuchshöhe von 30 bis 75 Zentimetern. Die Zweige sind wollig behaart. Die Seitenzweige sind rechtwinkelig verzweigt und bilden blattlose Dornen. Die wechselständig angeordneten Laubblätter sind unpaarig gefiedert mit 9 bis 15 länglich-eiförmigen, unterseits dicht behaarten Fiederblättchen.

### Generative Merkmale
Die Blütezeit reicht von Februar bis Mai. Die Dornige Bibernelle ist einhäusig getrenntgeschlechtig (monözisch). Die Blüten stehen in bei einer Länge von bis zu 3 Zentimetern kugeligen bis länglichen, ährigen oder köpfchenförmigen Blütenständen zusammen. Die unteren Blüten sind männlich und die oberen weiblich. Die Blütenhülle besteht aus nur vier grünlichen, häufig weiß gerandeten Kelchblättern von etwa 4 Millimetern Länge; Kronblätter sind keine vorhanden. Die männlichen Blüten enthalten 10 bis 30 Staubblätter. Die weiblichen Blüten enthalten zwei Fruchtblätter, die von einem röhren- bis eng becherförmigen Blütenbecher beerenartig eingeschlossen werden. Der Blütenbecher wird zur Zeit der Fruchtreife rot und fleischig.
Die Chromosomenzahl beträgt 2n = 28.

## Verbreitung
Die Dornige Bibernelle wächst im Mittelmeerraum. Ihr Verbreitungsgebiet erstreckt sich über Italien, Jugoslawien, Albanien, Kroatien, Griechenland, inklusive Kretas und der ostägäischen Inseln, Türkei, Zypern, Libanon, Jordanien und Israel, sowie in Libyen, Tunesien.

## Taxonomie
Die Erstveröffentlichung erfolgte 1753 unter dem Namen (Basionym) Poterium spinosum durch Carl von Linné in Species Plantarum, Tomus 2, Seite 994. Die Neukombination zu Sarcopoterium spinosum (L.) Spach wurde 1846 durch Édouard Spach in Ann. Sci. Nat. Bot., Séries 3 5, Seite 43, in der von ihm neu aufgestellte Gattung Sarcopoterium, veröffentlicht. Weitere Synonyme für Sarcopoterium spinosum (L.) Spach sind: Poterium spinosum L., Sanguisorba spinosa (L.) Bertol., Pimpinella spinosa Gaertn.

## Kulturelle Bedeutung und Nutzung
Nach Prediger 7:6 diente dieser Strauch als Brennstoff. Er vergleicht das vergängliche Lachen der Toren mit dem Prasseln brennender Dornen unter dem Kochtopf.
Die Dornige Bibernelle wird traditionell als Heckenpflanze, zum Bau von Zäunen sowie als Zunder verwendet. In der traditionellen arabischen Heilkunde soll sie die Symptome von Diabetes mellitus und verschiedene Schmerzen lindern. In Laborversuchen zeigten Extrakte aus der Dornigen Bibernelle einen Insulin-ähnlichen Effekt auf Zellkulturen.